# White Savage
White Savage é um filme de aventura estadunidense dirigido por Arthur Lubin e estrelado por Maria Montez, Jon Hall e Sabu. O filme foi lançado em 23 de abril de 1943 pela Paramount Pictures.

## Elenco
- Maria Montez ...Princesa Tahia
- Jon Hall ...Kaloe
- Sabu ...Orano
- Thomas Gomez ...Sam Miller
- Sidney Toler ...Wong
- Paul Guilfoyle ...Erik
- Turhan Bey ...Tamara
- Don Terry ...Chris
- Constance Purdy ...Blossom
- Al Kikume ...Guard
- Frederic Brunn ...Sully
- Anthony Warde ...Clerk